# Frances D’Souza, Baroness D’Souza

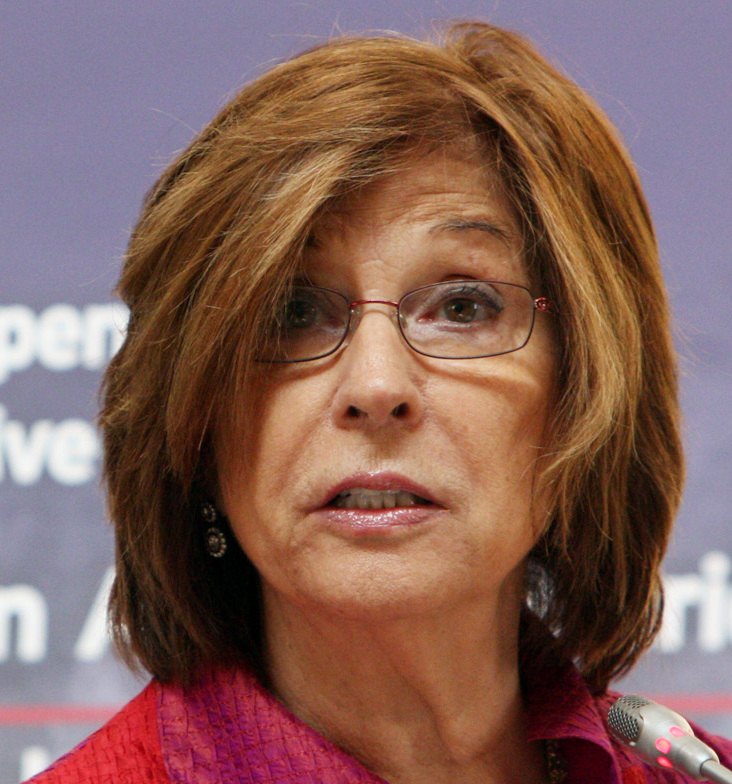
Frances D’Souza im Juni 2013

Frances Gertrude Claire D’Souza, Baroness D’Souza, CMG, PC (* 18. April 1944) ist eine britische Wissenschaftlerin und Politikerin. Von September 2011 bis September 2016 war sie Lord Speaker des House of Lords.

## Leben
Frances D’Souza wurde als Frances Gertrude Claire Russell als Tochter von Robert Anthony Gilbert Russell und dessen Ehefrau Pauline Russell (geborene Parmet) geboren. Ihr Vater stammte aus Ardingly in der Grafschaft Sussex.
Sie besuchte die St Mary's School in Princethorpe in der Grafschaft Warwickshire. Sie studierte Anthropologie am University College London; dort erwarb sie 1970 einen Abschluss als Bachelor of Science BSc. Weiterführende Studien unternahm sie am Lady Margaret Hall College der University of Oxford, wo sie 1976 den Doktortitel als Doktor der Philosophie (D.Phil.) im Fach „Evolutionäre Modelle“ (Evolutionary Models) erhielt.
D’Souza arbeitete seit 1973 als Wissenschaftlerin und Hochschullehrerin. Von 1973 bis 1977 war sie am Nuffield Institute of Comparative Medicine tätig, wo sie als Wissenschaftliche Mitarbeiterin (Research Fellow) der Ford Foundation im Fach „Vergleichende Physiologie“ forschte. Von 1974 bis 1980 hatte sie einen Lehrauftrag (Part-Time Lecturer) an der London School of Economics inne. Von 1977 bis 1980 unterrichtete sie als Außerordentliche Professorin (Senior Lecturer) an der Fakultät für Geisteswissenschaften am Oxford Polytechnic, jetzt Oxford Brookes University.
Von 1977 bis 1985 arbeitete sie am Relief and Development Institute. Sie war dort Gründungsdirektorin und von 1983 bis 1985 Leiterin der Forschungsabteilung.
Von 1985 bis 1988 arbeitete sie als freiberufliche Beraterin und Wissenschaftlerin für die Vereinten Nationen, für den Save the Children Fund und für die Ford Foundation. Von 1988 bis 1989 war sie für die Regierung des Vereinigten Königreichs als Wissenschaftlerin bei der Overseas Development Administration (jetzt: Department for International Development) tätig. 1988/1989 war sie Geschäftsführende Direktorin (Executive Director) von Article 19, einer Menschenrechtsorganisation.
Von 2003 bis 2004 war sie Direktorin (Director) der britischen Menschenrechtsorganisation REDRESS (The Redress Trust); von 2004 bis 2006 arbeitete sie anschließend weiterhin als Wissenschaftlerin und Beraterin für Redress.

## Mitgliedschaft im House of Lords
Am 1. Juli 2004 wurde sie zum Life Peer ernannt. Sie trägt den Titel Baroness D'Souza, of Wychwood in the County of Oxfordshire. Ihre Antrittsrede hielt sie am 24. November 2004. Im House of Lords sitzt sie als parteilose Crossbencher.
D’Souza war im House of Lords Mitglied in verschiedenen Ausschüssen und Unterausschüssen, unter anderem im Procedure Committee (2005–2007) und im EU Sub Committee F (Home Affairs) (2005–2007), welches Vorschläge der Europäischen Union in Bezug auf die britische Innenpolitik auf ihre Vereinbarkeit und Umsetzung in nationales Recht prüft. Weiters war sie von 2007 bis 2011 Mitglied in den folgenden Ausschüssen: Administration & Works Committee, House Committee, Liaison Committee und Privileges & Conduct Committee.
Von 2007 bis 2011 war sie Sprecherin und Vorsitzende (Convenor) der Crossbench Peers. Im Juli 2011 wurde sie zum Lord Speaker des House of Lords gewählt. In einer Stichwahl gewann sie mit 296:285 Stimmen gegen Anthony Hamilton-Smith, 3. Baron Colwyn. Sie trat am 1. September 2011 offiziell die Nachfolge von Helene Hayman, Baroness Hayman an. Ihre erste Sitzung als Lord Speaker leitete D'Souza am 5. September 2011. Am 1. September 2016 folgte ihr Lord Fowler in diesem Amt nach.
Zu den politischen Schwerpunktgebieten D’Souzas gehören die Durchsetzung der Menschenrechte, Pressefreiheit und Zensur sowie die Entwicklungshilfepolitik. Als Länder von besonderem Interesse gibt sie auf der Webseite des House of Lords Afghanistan, China, Iran, Laos, Nordkorea, Südafrika und Vietnam an.
D’Souza nahm vor ihrer Wahl zum Lord Speaker regelmäßig an Sitzungen des House of Lords teil. Sie meldete sich dort auch regelmäßig zu Wort. Ihre Anwesenheitsquote lag deutlich über dem Durchschnitt.

## Ämter und Ehrungen
D’Souza ist seit 2011 Präsidentin (President) der Commonwealth Parliamentary Association (UK Branch) und Ehrenpräsidentin (Hon. President) der Inter-Parliamentary Union (British Group).
1998 wurde D’Souza zum Companion des Order of St. Michael and St. George ernannt; 2009 wurde sie Mitglied des Privy Council.

## Privates
D’Souza heiratete 1959 den portugiesischen Arzt Dr. Stanislaus (Stanley) D’Souza. Aus der Ehe gingen zwei Kinder hervor, zwei Töchter. Die Ehe wurde 1974 geschieden. Von 1985 bis 1994 war D’Souza in zweiter Ehe mit Martin John Griffiths verheiratet. 2003 heiratete sie erneut ihren ersten Ehemann.
Zu ihren Hobbys zählt D’Souza Musik, insbesondere Oper, Streichquartette, Jazz und Flamenco, und Bergwandern.